# Schwaan
Schwaan ist eine Stadt im Landkreis Rostock in Mecklenburg-Vorpommern (Deutschland). Sie ist Sitz des Amtes Schwaan, dem weitere sechs Gemeinden angehören, und bildet für ihre Umgebung ein Grundzentrum.

## Geografie

### Geografische Lage
Schwaan liegt an der unteren Warnow und der Beke zwischen Rostock und Güstrow. Die Hänge östlich und westlich der Warnow erreichen kaum 50 m ü. NHN, das Gebiet wird nach Norden zur Ostsee hin flacher.
Umgeben wird Schwaan von den Nachbargemeinden Bröbberow im Norden, Benitz im Nordosten, Wiendorf im Osten, Rukieten im Südosten, Kassow und Vorbeck im Süden sowie Klein Belitz im Westen.

### Stadtgliederung
Zu Schwaan gehören folgende Ortsteile:
|                          |                           |  |
| - Bandow - Dorf Tatschow | - Hof Tatschow - Letschow |  |

## Geschichte

### Vom 13. bis zum 18. Jahrhundert
Der Name Schwaan kommt aus dem Altslawischen und bedeutet: živŭ = lebend oder zvati für rufen. Auch eine Herleitung vom Lokatornamen Svan od. Zvan also Ort des živan, Svan, Zvan ist durchaus möglich.
Das Gebiet an der Warnow war ursprünglich von Slawen besiedelt, was man heute noch an den Orts- und Flurnamen erkennen kann. Erstmals wurde Schwaan 1276 als Stadt in einer Urkunde nachgewiesen. Eine Kirche wurde bereits 1236 urkundlich erwähnt. Sowohl das ehemalige Schloss als auch der Ort „[...] Schwan an der Warnow“ gelten als Stammsitz des seit 1202 bezeugten Adelsgeschlechtes von Schwan.
1765 vernichtete ein großer Brand die gesamte Stadt bis auf die Paulskirche und eine Mühle. Daher wird heute das Stadtbild von danach insbesondere im klassizistischen Stil errichteten Bürgerhäusern bestimmt. Schwaan war Landstadt in Mecklenburg und als solche eine der Städte im Wendischen Kreis, die bis 1918 auf mecklenburgischen Landtagen der 1523 vereinten Landstände vertreten waren. 
Schon vor 1771 waren im Ort Juden ansässig, die den jüdischen Friedhof einrichteten. Seit den 1880er Jahren nahm die Zahl der jüdischen Bürger kontinuierlich ab, bis sich die kleine Gemeinde 1915 auflöste. Die in der Zeit des Nationalsozialismus 1937 noch hier lebenden sieben Juden wurden in die Emigration oder in den Freitod getrieben. Drei Personen sind in das KZ Auschwitz deportiert und dort ermordet worden. Der Friedhof wurde in den 1960er Jahren überbaut. 1988 wurde ein Denkmal am ehemaligen Ort des Friedhofs errichtet.

### 19. bis 21. Jahrhundert
Schwaan war eine kleine Landstadt und Markt für die umliegenden Gemeinden des Ritterschaftlichen und des Domanialamtes Schwaan, das bis 1921 bestand. Stadt und Amt wurden in das Amt Bützow eingegliedert, bereits 1925 in das Amt Rostock(-Land), das wiederum 1933 zum Kreis umbenannt wurde.
Der Bau der Bahnlinie Hagenow–Schwerin–Rostock durch Schwaan (1850) brachte einen wirtschaftlichen Aufschwung. Das Rathaus wurde nur fünf Jahre später in neugotischem Stil errichtet. Zwischen 1890 und 1930 hatte Schwaan weit über seine Grenzen hinaus einen Ruf als Spargelstadt. Die Stadt wurde als Ausflugsziel vor allem der Rostocker sehr geschätzt. 1928 wurde an der Warnow die erste deutsche Flussbadeanstalt eröffnet. 
1911 wurde eine Lungenheilstätte errichtet, die später zu einer Tuberkulose- und Rehabilitationsklinik ausgebaut wurde. Sie wird heute als Fachklinik Waldeck für Rehabilitationszwecke genutzt.

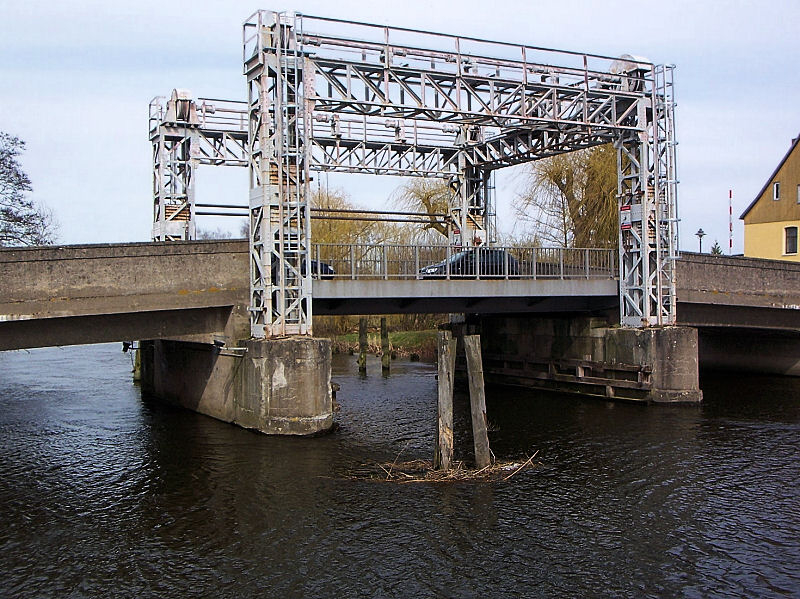
Hubbrücke über die Warnow von 1928 (inzwischen abgetragen)

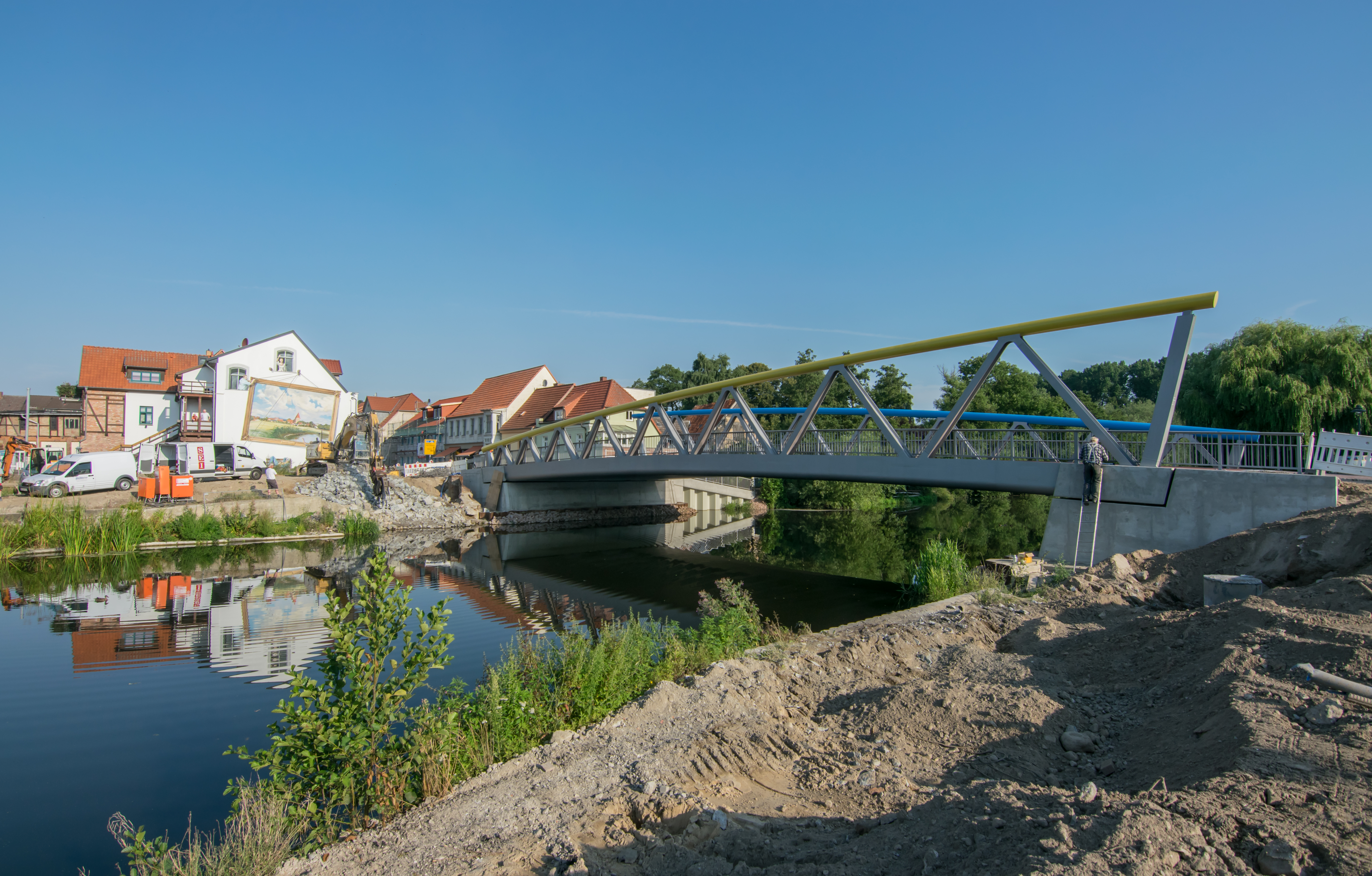
Neue Warnowbrücke von 2015

Im Zweiten Weltkrieg erlitt Schwaan keine Zerstörungen durch Bombentreffer. Die 1928 errichtete Schwaaner Hubbrücke über die Warnow wurde jedoch am 1. Mai 1945 gesprengt, ihr beschädigter Hubteil bis 1950 wieder erneuert. Die Brücke war technisches Denkmal und ein Wahrzeichen der Stadt. Sie wurde auf Grund von Baufälligkeit 2015 durch ein festes Brückenbauwerk ersetzt. Bereits im August 2009 wurden die stählernen Hubportale abgetragen.
Seit 1991 wurde der historische Stadtkern im Rahmen der Städtebauförderung grundlegend saniert.
Von 1952 bis 1990 lag Schwaan im Kreis Bützow des DDR-Bezirks Schwerin, dann im Land Mecklenburg-Vorpommern. 1994 wurde die Stadt in den Landkreis Bad Doberan eingegliedert. Seit der Kreisgebietsreform Mecklenburg-Vorpommern 2011 gehört Schwaan zum Landkreis Rostock.

### Eingemeindungen
Am 1. Juli 1950 wurden die bisher eigenständigen Gemeinden Letschow und Niendorf eingegliedert. Am 1. Januar 1999 wurde Bandow eingemeindet.

## Bevölkerung
| Jahr | Einwohner |
| ---- | --------- |
| 1990 | 5540      |
| 1995 | 5174      |
| 2000 | 5527      |
| 2005 | 5363      |
| 2010 | 5087      |
| 2015 | 4972      |

| Jahr | Einwohner |
| ---- | --------- |
| 2020 | 5017      |
| 2021 | 5037      |
| 2022 | 5070      |
| 2023 | 5061      |

Stand: 31. Dezember des jeweiligen Jahres
Der starke Anstieg der Einwohnerzahl 2000 ist auf die Eingemeindung von Bandow im Jahr 1999 zurückzuführen.

## Religion
- Evangelisch-lutherische Kirchgemeinde Schwaan mit der St.-Paulus-Kirche
- Katholische Gemeinde St. Josef, die in die St.-Antonius-Gemeinde Bützow eingegliedert ist.[12]

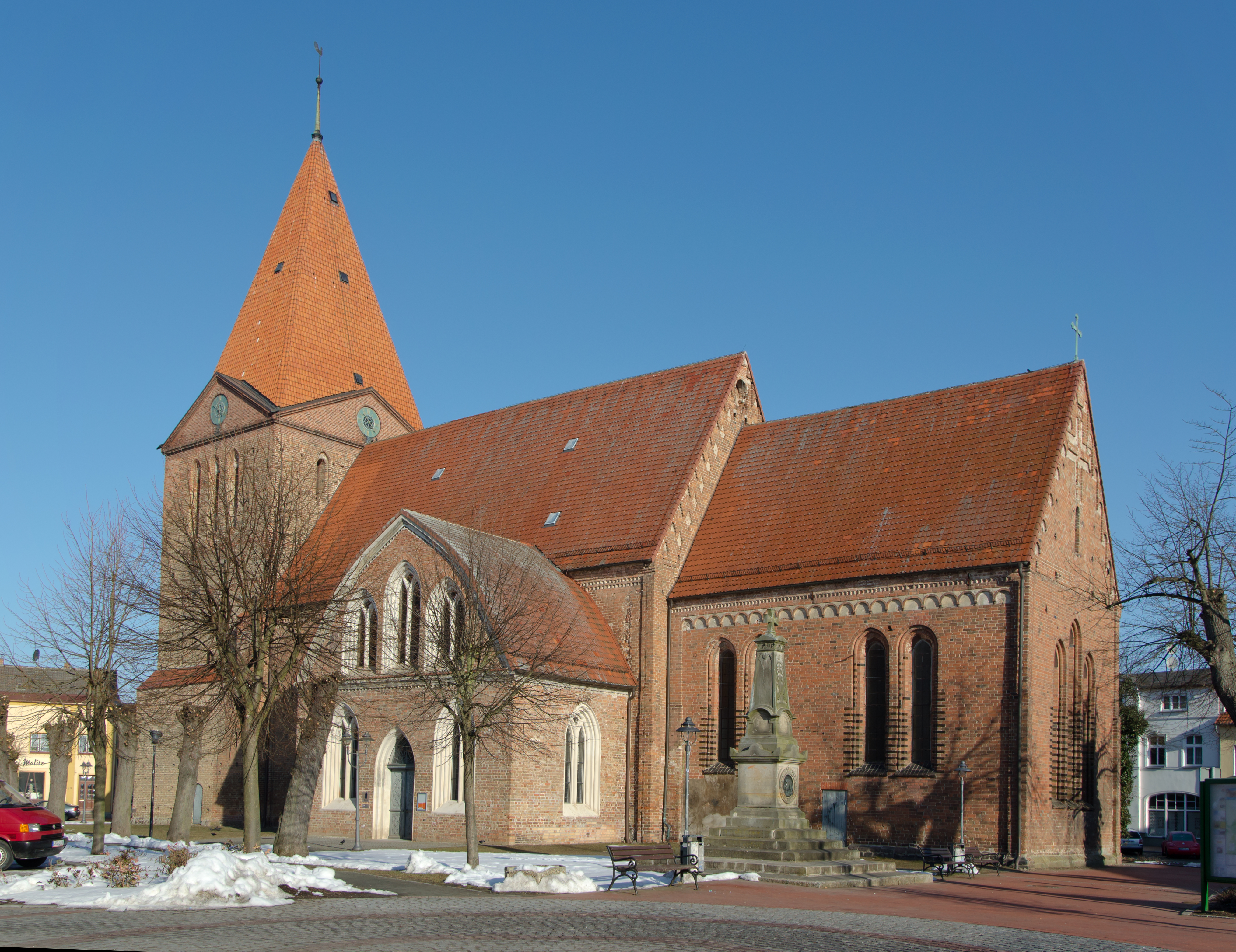
St.-Paulus-Kirche
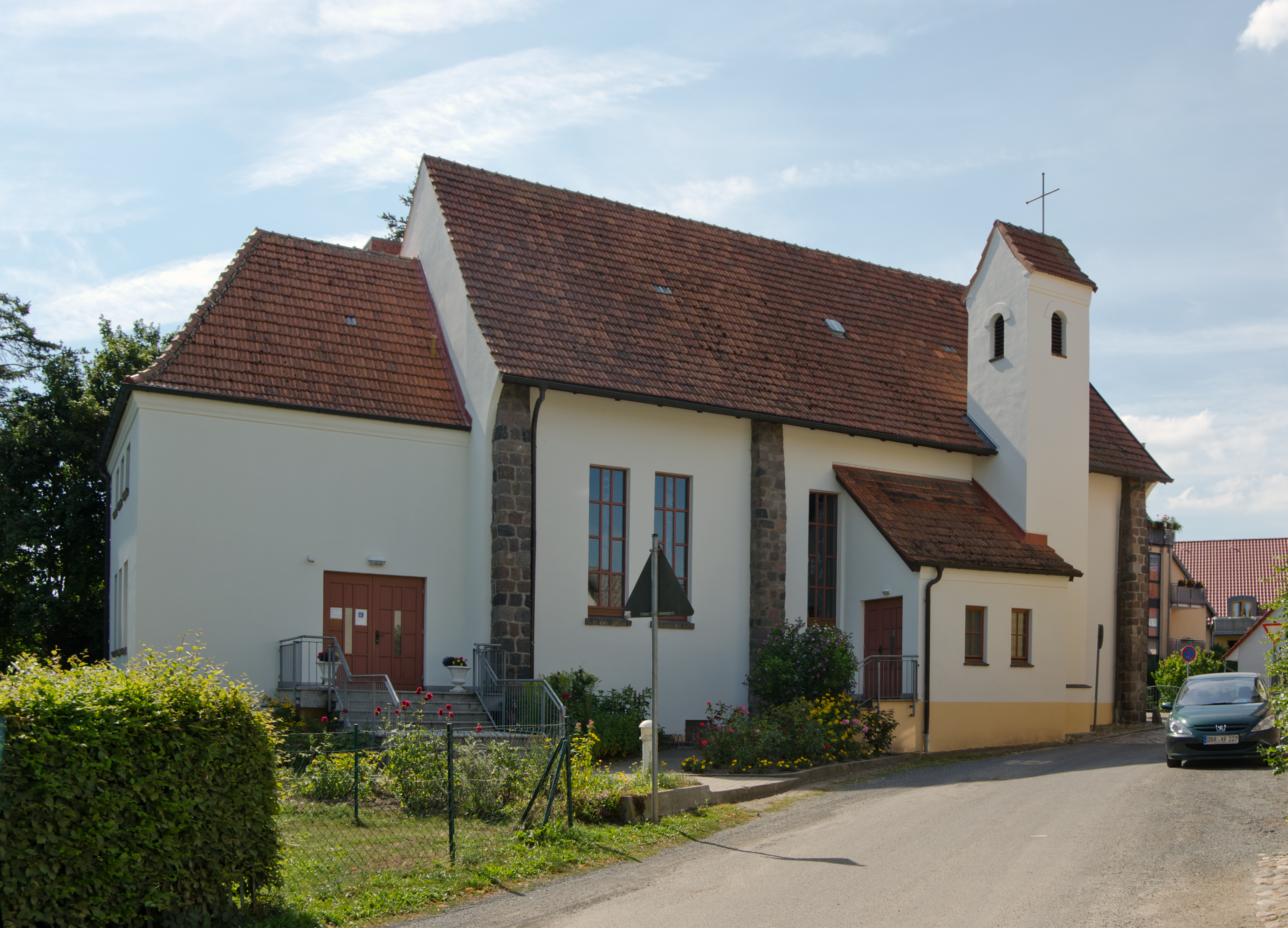
St.-Josef-Kirche

## Politik

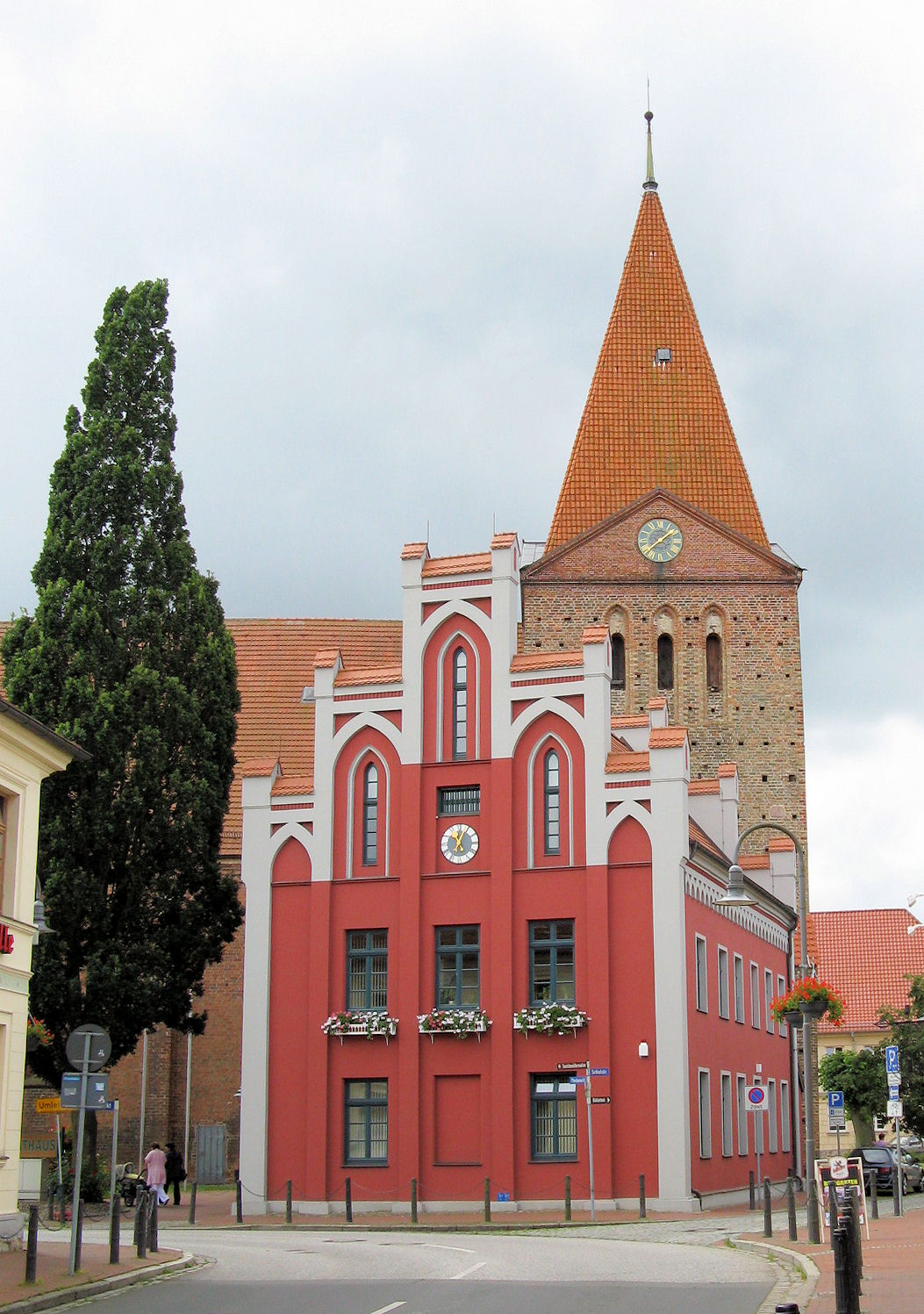
Rathaus

### Stadtvertretung
Die Stadtvertretung, das Kommunalparlament der Stadt, besteht aus 15 Mitgliedern. Die Kommunalwahl am 9. Juni 2024 führte bei einer Wahlbeteiligung von 65,0 % zu folgendem Ergebnis:
| Partei / Wählergruppe                  | Stimmenanteil 2019 | Sitze 2019 |  | Stimmenanteil 2024 | Sitze 2024 |
| -------------------------------------- | ------------------ | ---------- |  | ------------------ | ---------- |
| Unabhängige Wähler Schwaan (UWS)       | 35,6 %             | 6          |  | 26,6 %             | 5          |
| AfD                                    | –                  | –          |  | 20,3 %             | 1          |
| CDU                                    | 16,9 %             | 3          |  | 16,9 %             | 3          |
| Schwaaner-Sportler-Vereinigung (S-S-V) | 11,7 %             | 2          |  | 12,2 %             | 2          |
| Die Linke                              | 16,8 %             | 3          |  | 10,3 %             | 2          |
| Bündnis 90/Die Grünen                  | 13,8 %             | 2          |  | 08,8 %             | 1          |
| SPD                                    | 03,4 %             | 1          |  | 03,4 %             | 1          |
| Einzelbewerber Brian Salomon           | –                  | –          |  | 01,5 %             | –          |
| Einzelbewerber Sebastian Hirsch        | 01,7 %             | –          |  | –                  | –          |
| Insgesamt                              | 100 %              | 17         |  | 100 %              | 15         |

Bei der Wahl 2024 entfielen auf die AfD drei Sitze. Da sie nur einen Kandidaten aufgestellt hatte, bleiben in der Stadtvertretung zwei Sitze unbesetzt.

### Bürgermeister
- seit 2011: Mathias Schauer (UWS)[16]

In der Bürgermeisterwahl am 4. November 2018 wurde Schauer für weitere sieben Jahre in seinem Amt bestätigt.

### Wappen
Das Wappen wurde am 10. April 1858 von Friedrich Franz II., Großherzog von Mecklenburg-Schwerin festgelegt. In seiner heutigen Form wurde es am 14. September 1940 vom Reichsstatthalter in Mecklenburg verliehen und unter der Nr. 218 der Wappenrolle von Mecklenburg-Vorpommern registriert.
Blasonierung: „In Blau ein rechts gekehrter silberner Schwan mit goldenem Schnabel und goldenen Füßen und mit goldener Krone um den Hals.“
Das Wappen wurde von dem Berliner Hans Schweitzer neu gezeichnet.

### Städtepartnerschaft
Seit 1990 besteht eine Partnerschaft mit Loxstedt, südlich von Bremerhaven in Niedersachsen gelegen.

## Sehenswürdigkeiten und Kultur

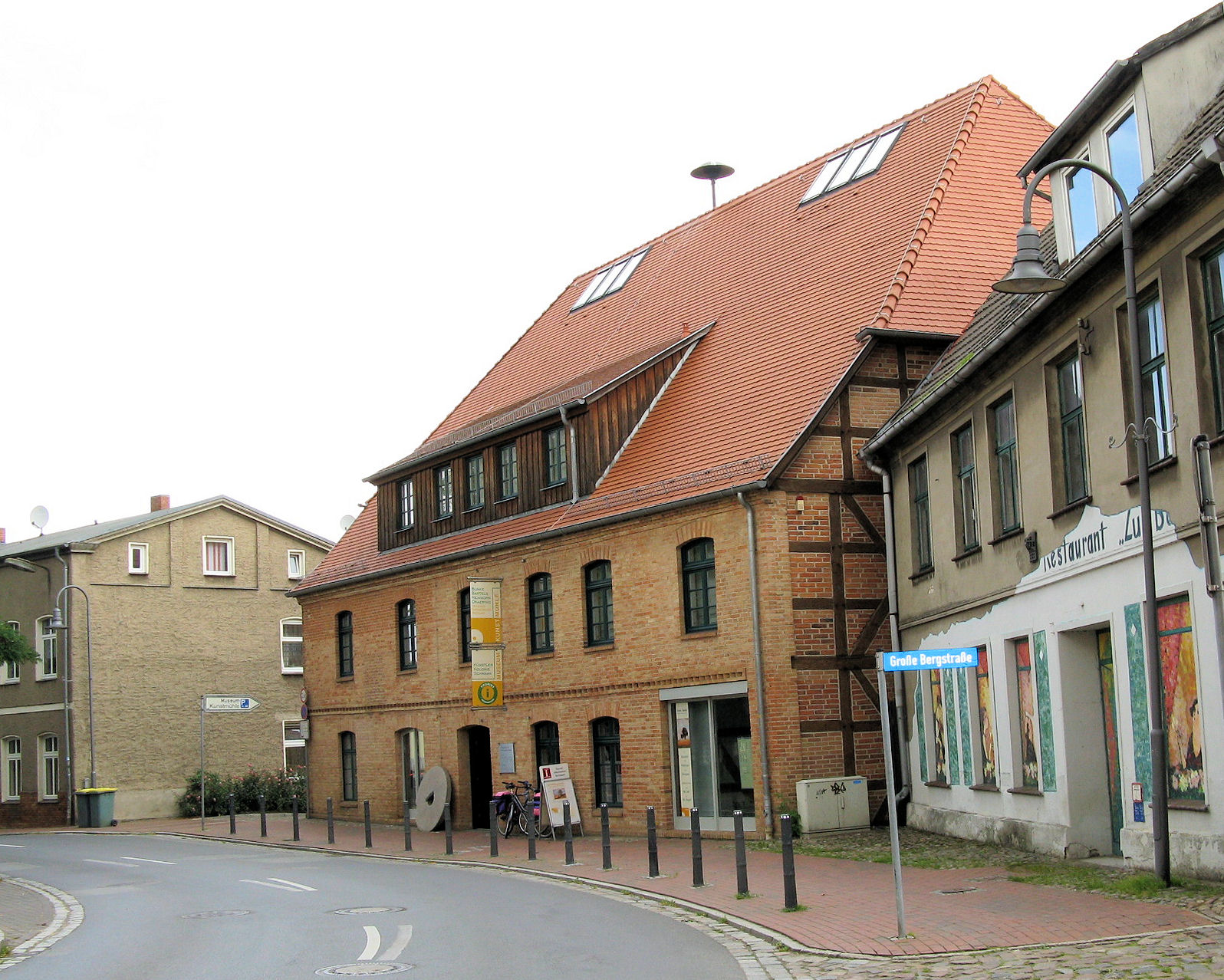
Kunstmuseum in der Wassermühle

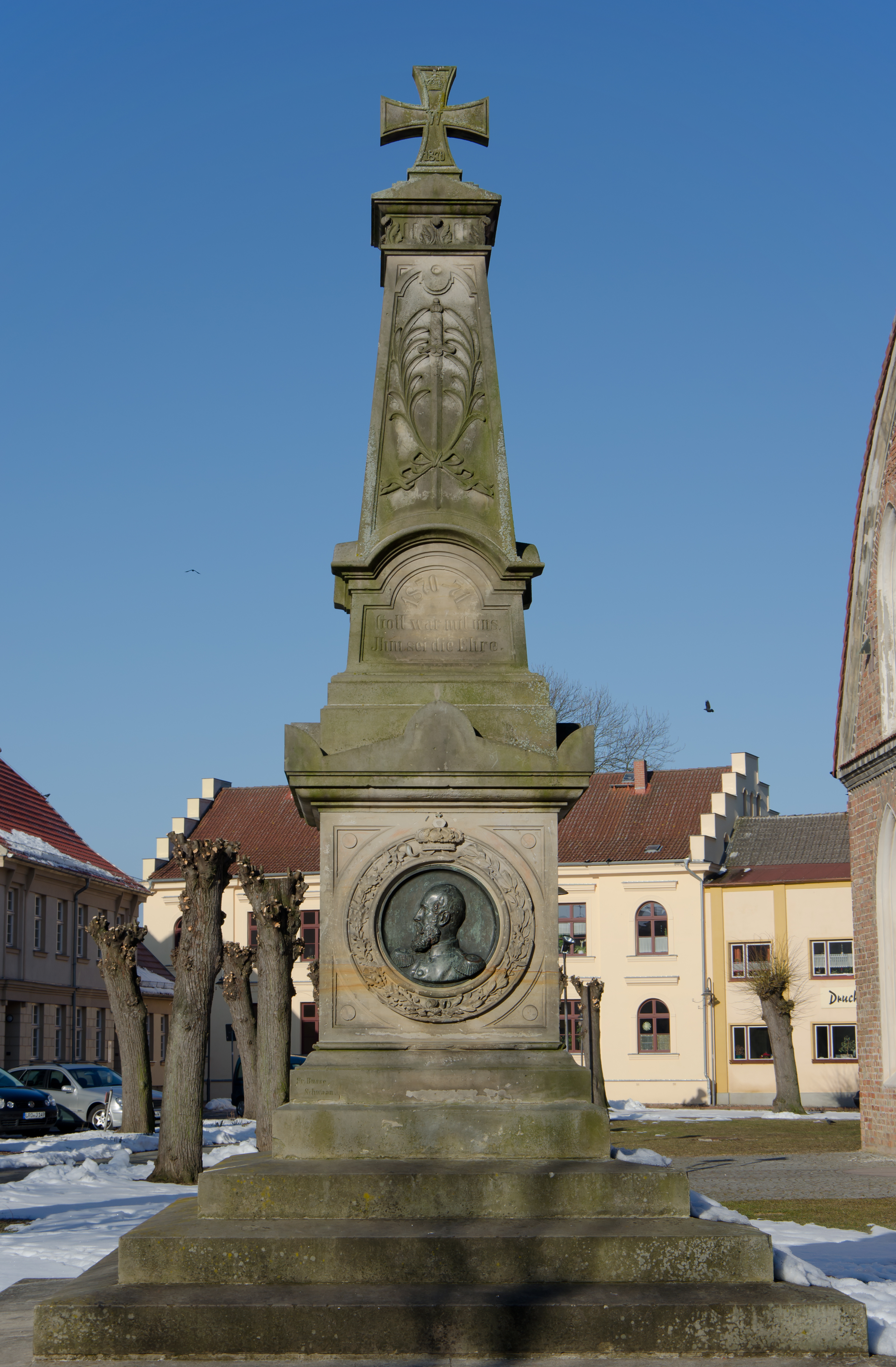
Kriegerdenkmal für die Gefallenen von 1870/71

### Bauten und Denkmäler
- St. Paulus-Kirche, eine der ältesten Stadtkirchen Mecklenburg-Vorpommerns, im 13. Jahrhundert erbaut, Altar und Ausstattung von 1828/29, Orgel von 1861
- St.-Josef-Kirche, 1948 aus einem alten Spritzenhaus entstanden
- Rathaus, 1780 als Raths-Session-Haus erbaut, 1865 im neugotischen Stil aufgestockt und erweitert
- Kunstmuseum Schwaan in der Wassermühle, stellt Werke der mecklenburgischen Kunst aus. Ein besonderes Augenmerk liegt auf Arbeiten der Maler Franz Bunke, Rudolf Bartels, Peter Paul Draewing (alle Schwaan) und Alfred Heinsohn (Hamburg). Diese vier Künstler gründeten um 1890 in Schwaan die einzige Künstlerkolonie Mecklenburgs, die Künstlerkolonie Schwaan.
- Apothekenmuseum mit alten Apothekeneinrichtungen, Markt 8. Auf dem Innenhof befindet sich seit 2012 ein privates Museum
- Kriegerdenkmal für die Gefallenen von 1870/71 auf dem Marktplatz, 1895 errichtet. An der Vorderseite befindet sich ein Reliefmedaillon des Großherzogs Friedrich Franz IV., geschaffen von dem Bildhauer Hermann Hultzsch. Bekrönt wird das Denkmal von einem Eisernen Kreuz. Erhalten ist auch das Denkmal für die Gefallenen des Ersten Weltkrieges am Bahnhof.
- Gedenkstele von 1988 am ehemaligen jüdischen Friedhof in der Lindenbruchstraße, erinnert an den „Guten Ort“ der jüdischen Gemeinde

### Kultur
- Kunstmuseum Schwaan, Mühlenstraße 12
- Apothekenmuseum, Markt 8
- Kino im AUZ von 2012 des Vereins Bürger für Schwaan und des Mobilen Kinos Filmklub Güstrow und Filmkommunikation Landesverband Mecklenburg-Vorpommern mit regelmäßigem Programmkinoprogramm und verschiedenen Sonder- und Bildungsveranstaltungen.

## Wirtschaft und Infrastruktur

### Verkehr
Straße: Schwaan liegt an den Landesstraßen L 13 zwischen Bad Doberan und Weitendorf, L 142 nach Güstrow und L 143 nach Bützow. Die nächstgelegenen Autobahnanschlussstellen sind Laage an der A 19 (Rostock–Berlin) in 16 km Entfernung und Bad Doberan an der A 20 (Lübeck–Stettin) in 10 km Entfernung.
Bahn: Der Bahnhof Schwaan liegt an den Bahnlinien Güstrow–Schwaan und Bad Kleinen–Schwaan–Rostock. Er wird von der Regional-Expresslinie RE1 (Hamburg–Schwerin–Rostock) im Zweistundentakt bedient. Die Linie S2 der S-Bahn Rostock verkehrt stündlich nach Güstrow sowie über Rostock Hbf nach Warnemünde. Am Bahnhof entstand 2015/2016 ein neuer Busbahnhof.
Fernradwege: Der Radweg Berlin-Kopenhagen verläuft durch Schwaan und verbindet die Stadt mit Rostock im Norden und Güstrow im Süden.
Flughafen: Östlich von Schwaan befindet sich 14 km entfernt der Regionalflughafen Rostock-Laage mit Linienverbindungen nach Antalya sowie Charterverbindungen in den Mittelmeerraum.
Seehafen: Der Seehafen Rostock ist in etwa 40 km Entfernung erreichbar.

### Bildung und Soziales
- Prof.-Franz-Bunke-Schule (Regionale Schule mit Grundschule), Rudolf-Breitscheid-Str. 16
- Kindertagesstätten Warnowkrümel,  Schwaanen-Kinder, St.Josef (katholische Kindertagesstätte)
- ASB-Pflegeheim An der Beke, John-Brinckman-Str. 17

### Sport
Größter Sportverein der Stadt ist der Schwaaner SV (in der DDR BSG Traktor Schwaan).

## Persönlichkeiten

### Söhne und Töchter der Stadt
- Zacharias Scheffter (1568–1626), Altphilologe, Pädagoge und Schulleiter
- August Erdmann (1801–1883), lutherischer Pastor und Abgeordneter
- Ludolph von Wrisberg (1823–1894), Reichstagsabgeordneter
- Wilhelm Harms (1850–1933), niederdeutscher Schriftsteller
- Franz Bunke (1857–1939), Maler, ab 1927 Ehrenbürger der Stadt
- Rudolf Bartels (1872–1943), Maler
- Franz Schlosser (1872–1942), Offizier und Verwaltungsbeamter in Kamerun
- Otto Bartels (1874–1958), Maler und Bildhauer
- Peter Paul Draewing (1876–1940), Kunstmaler
- Wilhelm Kruse (1887–1960), Bildhauer
- Hans Bernitt (1899–1954), Pädagoge und Schriftsteller
- Edith Josephy (1899–1942), Chemikerin
- Fritz Moeller-Schlünz (1900–1990), Landschaftsmaler und Sänger
- Hanne-Lore Kuhse (1925–1999), Opernsängerin, Ehrenbürgerin von Schwaan
- Walter Schöler (1928–1994), Pädagoge
- Wolfdietrich Barmwoldt (* 1941), Seemann und Pädagoge
- Monika Krause-Fuchs (1941–2019), Sexualwissenschaftlerin
- Alfred Pingoud (1945–2015), Biochemiker
- Hans-Georg Jaunich (* 1951), Handballspieler
- Wolfgang Maibohm (* 1951), Volleyballspieler und -trainer
- Hartmut Grimm (1953–2017), Musikwissenschaftler

### Mit Schwaan verbundene Persönlichkeiten
- Adolf Pries (1851–1930), Bürgermeister 1879 bis 1887
- Gustav Bergmann (1890–1973), Bürgermeister 1925 bis 1932